# District de Panchkula
Le district de Panchkula (hindi : पंचकुला़ जिला)  est un district  de l'état de l'Haryana  en Inde.

## Description
Au recensement de 2011, sa population compte 561 293 habitants pour une superficie de 898 km2.
Son chef-lieu est la ville de Panchkula. 